# Championnats du monde de tir 1978
Navigation
Édition précédente Édition suivante
Les championnats du monde de tir 1978, quarante-deuxième édition des championnats du monde de tir, ont eu lieu à Séoul, en Corée du Sud, en 1978.

## Désignation du pays organisateur
Trois nations se portent candidates pour organiser les Championnats du monde de tir 1978 : le Mexique, la Corée du Sud et l'Afrique du Sud. La décision est prise lors du congrès 1974 de l'Union internationale de tir du 16 au 28 septembre. C'est la première fois que la compétition se déroule sur le continent asiatique ; 40 des 41 précédentes éditions s'étaient déroulées en Europe ou en Amérique, et l'édition 1962 était en Afrique.

## Résultats

### Individuels hommes
| Épreuves                     | Or                 | Or                   | Or   | Argent               | Argent               | Argent | Bronze                  | Bronze               | Bronze |
| ---------------------------- | ------------------ | -------------------- | ---- | -------------------- | -------------------- | ------ | ----------------------- | -------------------- | ------ |
| 300 m carabine 3 positions   | Lones Wigger       | États-Unis           | 1160 | Juhani Laakso        | Finlande             | 1155   | Kuno Bertschy           | Suisse               | 1151   |
| 300 m carabine libre         | Walter Inderbitzin | Suisse               | 399  | Lones Wigger         | États-Unis           | 398    | Tore Hartz              | Norvège              | 398    |
| 300 m carabine libre couché  | Kuno Bertschy      | Suisse               | 391  | Tore Hartz           | Norvège              | 390    | Juhani Laakso           | Finlande             | 389    |
| 300 m carabine libre debout  | Malcolm Cooper     | Royaume-Uni          | 379  | Robert Cheyne        | Canada               | 376    | Lones Wigger            | États-Unis           | 375    |
| 300 m carabine standard      | David Kimes        | États-Unis           | 577  | Yves Prouzet         | France               | 574    | Malcolm Cooper          | Royaume-Uni          | 573    |
| 50 m carabine 3 positions    | Lanny Bassham      | États-Unis           | 1165 | Malcolm Cooper       | Royaume-Uni          | 1159   | Ulrich Lind             | Allemagne de l'Ouest | 1158   |
| 50 m carabine debout         | Alister Allan      | Royaume-Uni          | 599  | Lones Wigger         | États-Unis           | 598    | Lanny Bassham           | États-Unis           | 598    |
| 50 m carabine libre à genoux | John Churchill     | Royaume-Uni          | 390  | Charles Jermann      | Suisse               | 390    | Barry Dagger            | Royaume-Uni          | 390    |
| 50 m carabine libre debout   | Esbjörn Svensson   | Suède                | 379  | Seo Jang-Woon        | Corée du Sud         | 376    | Lanny Bassham           | États-Unis           | 376    |
| 10 m carabine à air          | Oswald Schlipf     | Allemagne de l'Ouest | 390  | Barry Dagger         | Royaume-Uni          | 386    | Giuseppe Zuccoli        | Italie               | 385    |
| 50 m pistolet                | Moritz Minder      | Suisse               | 577  | Ragnar Skanåker      | Suède                | 569    | Karl Westphalen         | Allemagne de l'Ouest | 565    |
| 25 m pistolet à feu rapide   | Ove Gunnarsson     | Suède                | 595  | Werner Beier         | Allemagne de l'Ouest | 595    | Gerhard Petritsch       | Autriche             | 594    |
| 25 m pistolet à feu central  | Seppo Mäkinen      | Finlande             | 592  | Park Jong-Jil        | Corée du Sud         | 588    | Seppo Saarenpää         | Finlande             | 588    |
| 25 m pistolet standard       | Ragnar Skanåker    | Suède                | 583  | Seppo Saarenpää      | Finlande             | 580    | Hannu Paavola           | Finlande             | 577    |
| 10 m pistolet à air          | Paavo Palokangas   | Finlande             | 391  | Seppo Saarenpää      | Finlande             | 390    | Paulo Lamego            | Brésil               | 388    |
| 50 m cible mobile            | Juha Rannikko      | Finlande             | 572  | John Gough           | Royaume-Uni          | 570    | Carlos Silva Monterroso | Guatemala            | 566    |
| 50 m cible mobile mixte      | Giovanni Mezzani   | Italie               | 387  | Günther Danne        | Allemagne de l'Ouest | 384    | Ezio Cini               | Italie               | 383    |
| Trap                         | Eladio Vallduví    | Espagne              | 198  | Silvano Basagni      | Italie               | 197    | Eli Ellis               | Australie            | 195    |
| Skeet                        | Luciano Benetti    | Italie               | 197  | Firmo Emilio Roberti | Argentine            | 193    | Romano Garagnani        | Italie               | 193    |

### Par équipes hommes
| Épreuves                      | Or                                                                                       | Or   | Argent                                                                                  | Argent | Bronze                                                                                  | Bronze |
| ----------------------------- | ---------------------------------------------------------------------------------------- | ---- | --------------------------------------------------------------------------------------- | ------ | --------------------------------------------------------------------------------------- | ------ |
| 300 m carabine 3 positions    | États-Unis Ray Carter David Kimes Webster Wright Lones Wigger                            | 4577 | Suisse Kuno Bertschy Charles Jermann Walter Inderbitzin Ueli Sarbach                    | 4573   | Finlande Osmo Ala-Honkola Juhani Laakso Jaakko Minkkinen Mauri Röppänen                 | 4573   |
| 300 m carabine libre couché   | États-Unis Ray Carter David Kimes Webster Wright Lones Wigger                            | 1575 | Finlande Osmo Ala-Honkola Juhani Laakso Jaakko Minkkinen Mauri Röppänen                 | 1575   | Suisse Kuno Bertschy Charles Jermann Walter Inderbitzin Ueli Sarbach                    | 1574   |
| 300 m carabine libre à genoux | Suisse Kuno Bertschy Charles Jermann Walter Inderbitzin Ueli Sarbach                     | 1537 | États-Unis Ray Carter David Kimes Webster Wright Lones Wigger                           | 1531   | Finlande Osmo Ala-Honkola Juhani Laakso Jaakko Minkkinen Mauri Röppänen                 | 1526   |
| 300 m carabine libre debout   | États-Unis Ray Carter David Kimes Webster Wright Lones Wigger                            | 1473 | Suisse Kuno Bertschy Charles Jermann Walter Inderbitzin Ueli Sarbach                    | 1462   | Finlande Osmo Ala-Honkola Juhani Laakso Jaakko Minkkinen Mauri Röppänen                 | 1452   |
| 300 m carabine standard       | États-Unis Boyd Goldsby David Kimes Webster Wright Lones Wigger                          | 2281 | Suisse Kuno Bertschy Charles Jermann Walter Inderbitzin Ueli Sarbach                    | 2258   | Finlande Osmo Ala-Honkola Juhani Laakso Jaakko Minkkinen Mauri Röppänen                 | 2251   |
| 50 m carabine 3 positions     | États-Unis Lanny Bassham Edward Etzel Rod Fitz-Randolph Lones Wigger                     | 4604 | Allemagne de l'Ouest Gottfried Kustermann Ulrich Lind Werner Seibold Karlheinz Smieszek | 4598   | Suède Sven Johansson Carl-Erik Oeberg Esbjoern Svensson Stefan Thynell                  | 4587   |
| 50 m carabine couché          | États-Unis Lanny Bassham J. Comley Boyd Goldsby Lones Wigger                             | 2379 | Allemagne de l'Ouest Kurt Hillenbrand Ulrich Lind Karlheinz Smieszek Werner Seibold     | 2378   | Suisse Hans Braem Pierre-Alain Dufaux Anton Müller Robert Weilenmann                    | 2364   |
| 50 m carabine libre à genoux  | Grande-Bretagne John Churchill Malcolm Cooper Barry Dagger A. Glasby                     | 1542 | Allemagne de l'Ouest Gottfried Kustermann Ulrich Lind Karlheinz Smieszek Werner Seibold | 1538   | Autriche Gerhard Krimbacher K. Rauner Beat Stadler Wolfram Waibel                       | 1536   |
| 50 m carabine libre debout    | États-Unis Lanny Bassham J. Comley Boyd Goldsby Lones Wigger                             | 1486 | Allemagne de l'Ouest Kurt Hillenbrand Ulrich Lind Karlheinz Smieszek Werner Seibold     | 1481   | Suisse Hans Braem Pierre-Alain Dufaux Anton Müller Robert Weilenmann                    | 1476   |
| 10 m carabine à air           | Allemagne de l'Ouest Kurt Hillenbrand Oswald Schlipf Gottfried Kustermann Werner Seibold | 1531 | États-Unis Lanny Bassham J. Akemon Kurt Fitz Randolph David Kimes                       | 1511   | Corée du Sud Bae G.-H. Myoung Ja-Hyoun Seo Jang-Woon Yoon Deok-Ha                       | 1510   |
| 50 m pistolet                 | Suisse Herbert Binder Roman Burkhard Moritz Minder A. Rissi                              | 2203 | Japon Chikafumi Hirai Mamoru Inagaki Fumihisa Semizuki Shigetoshi Tashiro               | 2202   | Allemagne de l'Ouest K. Bolbrock Alfons Messerschmidt U. Scharf Karl Westphalen         | 2200   |
| 25 m pistolet à feu rapide    | Allemagne de l'Ouest Werner Beier Alfred Radke Helmut Seeger Heinz Weissenberger         | 2366 | Italie R. Comazzetto Roberto Ferraris Gianfranco Mantelli Alberto Sevieri               | 2353   | Suède Curt Andersson Ove Gunnarsson B. Levin Ragnar Skanåker                            | 2353   |
| 25 m pistolet à feu central   | Finlande Olavi Johannes Heikkinen Seppo Mäkinen Hannu Paavola Seppo Saarenpaeae          | 2347 | Suisse Marcel Ansermet P. Peklay Reinhard Reuss Alex Tschui                             | 2343   | Suède Ove Gunnarsson B. Levin Staffan Oscarsson Ragnar Skanåker                         | 2334   |
| 25 m pistolet standard        | Finlande Paavo Palokangas Seppo Mäkinen Hannu Paavola Seppo Saarenpaeae                  | 2297 | Italie Giuseppe Quadro Alberto Sevieri Roberto Vannozzi Renato Zambon                   | 2280   | Suisse Marcel Ansermet Otto Keller Reinhard Ruess Alex Tshui                            | 2276   |
| 10 m pistolet à air           | Finlande Paavo Palokangas Seppo Mäkinen Tocmu Anttila Seppo Saarenpaeae                  | 1531 | Brésil Paulo Lamego Wilson Scheidemantel Benevenuto Tilli Bertino Souza                 | 1530   | Suède W. Andersson Ove Gunnarsson Staffan Oscarsson Ragnar Skanåker                     | 1529   |
| 50 m cible mobile             | Allemagne de l'Ouest Guenther Danne Thomas Lederer Wolfgang Hamberger Christoph Zeisner  | 1493 | États-Unis J. Anderson Charles Davis J. Reiber Louis Theimer                            | 1484   | Colombie Helmut Bellingrodt Hernando Barrientos Hanspeter Bellingrodt Horst Bellingrodt | 1484   |
| 50 m cible mobile mixte       | Italie Ezio Cini Giovanni Mezzani Italo Mari F. Zanella                                  | 1512 | Allemagne de l'Ouest Guenther Danne Thomas Lederer Wolfgang Hamberger Christoph Zeisner | 1504   | Finlande Martti Eskelinen Jorma Lievonen Juha Rannikko M. Sateri                        | 1498   |
| Trap                          | États-Unis L. Bannerman Daniel Carlisle Randy Voss Walter Zobell                         | 580  | Japon N. Kan Mitsuyoshi Kodaira Masao Obara Kazumi Watanabe                             | 576    | Espagne L. Granados Ricardo Sancho Navarro R. Ruiz Eladio Vallduvi                      | 576    |
| Skeet                         | Italie Luciano Benetti Lindo Dominici Romano Garagnani Giancarlo Mecocci                 | 578  | France Gérard Crépin Jean-François Petitpied Élie Penot Bruno Rossetti                  | 571    | Suède Gert-Ake Bengtsson K. G. Gustavsson Mikael Johansson ?                            | 571    |

### Individuel femmes
| Épreuves                  | Or                   | Or         | Or  | Argent            | Argent     | Argent | Bronze                       | Bronze               | Bronze |
| ------------------------- | -------------------- | ---------- | --- | ----------------- | ---------- | ------ | ---------------------------- | -------------------- | ------ |
| 50 m carabine 3 positions | Wanda Oliver         | États-Unis | 580 | Karen Monez       | États-Unis | 575    | Christina Gustafsson         | Suède                | 569    |
| 50 m carabine couché      | Sue Ann Sandusky     | États-Unis | 596 | Dominique Esnault | France     | 595    | Karen Monez                  | États-Unis           | 59     |
| 10 m carabine à air       | Wanda Oliver         | États-Unis | 385 | Karen Monez       | États-Unis | 380    | Park Nam-soon                | Corée du Sud         | 380    |
| 25 m pistolet             | Kimberly Dyer        | États-Unis | 590 | Brida Beccarelli  | Suisse     | 584    | Helvi Leppamaeki             | Corée du Sud         | 584    |
| 10 m pistolet à air       | Kerstin Hansson      | Suède      | 382 | Gun Naesman       | Suède      | 378    | Moon Yang-ja                 | Corée du Sud         | 378    |
| Trap                      | Susan Nattrass       | Canada     | 195 | Wanda Gentiletti  | Italie     | 185    | Maria Carmen Garcia de Cubas | Espagne              | 179    |
| Skeet                     | Bianca Rosa Hansberg | Italie     | 189 | Terry Bankey      | États-Unis | 186    | Ruth Jordan                  | Allemagne de l'Ouest | 183    |

### Par équipes femmes
| Épreuves                  | Or                                                                 | Or   | Argent                                                            | Argent | Bronze                                                           | Bronze |
| ------------------------- | ------------------------------------------------------------------ | ---- | ----------------------------------------------------------------- | ------ | ---------------------------------------------------------------- | ------ |
| 50 m carabine 3 positions | États-Unis Karen Monez Wanda Oliver Becky Braun                    | 1705 | Suède Anita Enqvist Christina Gustafsson Margareta Gustafsson     | 1691   | France Yvette Courault Dominique Esnault Elisabeth Lesou         | 1668   |
| 50 m carabine couché      | États-Unis Karen Monez Wanda Oliver Sue Ann Sandusky               | 1768 | France Yvette Courault Dominique Esnault Elisabeth Lesou          | 1764   | Australie T. Van Nus Sylvia Muehlberg T. Smith                   | 1759   |
| 10 m carabine à air       | États-Unis Karen Monez Wanda Oliver Sue Ann Sandusky               | 1140 | Corée du Sud Kim Y.-S. Park Nam-Soon Yoo Joo-Hee                  | 1126   | Allemagne de l'Ouest Monika Sonnet Elisabeth Bals Jutta Sperlich | 1116   |
| 25 m pistolet             | Danemark Kirsten Broge B. Bruun Aase Avsteen                       | 1726 | Australie J. Aitken Patricia Dench Lynne Uden                     | 1725   | États-Unis Sally Carroll Kimberly Dyer Ruby Fox                  | 1724   |
| 10 m pistolet à air       | Suède Kerstin Hansson Gun Näsman I. Stromqvist                     | 1129 | Australie J. Aitken Patricia Dench Maureen Hill                   | 1108   | Corée du Sud Kang Kwan-Seok Kim Yang-Ja Moon Yang-Ja             | 1107   |
| Trap                      | Italie Wanda Gentiletti Bina Avrile Guiducci Bianca Rosa Hansberg  | 387  | Espagne María del Carmen García Maria Gonzalez Maria Teresa Munoz | 385    | États-Unis Loral Delaney Audrey Grosch Valeria Johnson           | 382    |
| Skeet                     | Allemagne de l'Ouest Saskia Brixner Claudia Von Kanitz Ruth Jordan | 395  | États-Unis Terry Bankey Eva Funes Ila Hill                        | 393    | Corée du Sud Cha K.-S. Park Sam-Lim Shin H.-D.                   | 268    |